# 도담초등학교 (충북)
도담초등학교는 대한민국 충청북도 단양군 매포읍 우덕리 63에 있었던 공립 초등학교이다.

## 학교 연혁
- 1946년 4월 1일 매포국민학교 신매분교장 설립인가
- 1952년 9월 24일 도담국민학교 승격인가
- 1953년 4월 13일 개교
- 1957년 4월 23일 도전분교장 개설
- 1983년 9월 1일 도전분교장 폐교
- 1996년 3월 1일 도담초등학교로 개칭
- 1997년 2월 18일 제44회 졸업식(총 5,853명), 제15회 병설유치원 졸업식(총 542명)
- 1997년 3월 1일 폐교, 매포초등학교로 통합